# کولوتیلوفکا
کولوتیلوفکا (انگلیسی: Kolotilovka) یک شهرک در بخش کراسنویاروژسکی استان بلگورود کشور روسیه است.